# Plac Gabriela Narutowicza w Płocku
Plac Gabriela Narutowicza (dawny Rynek Kanoniczny) – plac na Starym Mieście w Płocku. Drugi po Starym Rynku najstarszy plac w mieście z historią sięgającą XIII wieku.

## Układ
Plac jest w kształcie trapezu. Od północy łączy się z ulicą Grodzką i ul. Tadeusza Kościuszki, z zachodu z Teatralną. Po stronie wschodniej przebiega po nim ulica Tumska.

## Historia
Zapiski dotyczące placu pochodzą z XIII wieku. Było to miejsce handlu oraz główny wjazd do grodu. Początkowo nosił nazwę Rynek Kanoniczny, ponieważ wokół niego mieściły się kanonie. Tuż przed II wojną światową nazwa została zmieniona ku czci prezydenta II Rzeczypospolitej Gabriela Narutowicza. Dzisiejszy wygląd plac zawdzięcza zaprojektowanej w 1803 roku przez Schmida regulacji miasta. Sukcesywnie rozbierano wszystkie budynki, znajdujące się między pałacem biskupim a nowo utworzoną pierzeją, łączącą ulicę Grodzką i T. Kościuszki. W rezultacie powstał rozległy plac, który z trzech stron otoczyły klasycystyczne kamienice mieszczańskie i kanonie, wzniesione na przełomie lat 20. i 30. XIX wieku. W latach 60. XIX w. plac przekształcono w zieleniec.

## Ważne obiekty
- Towarzystwo Naukowe Płockie
- Dom pod Opatrznością, w którym mieści się Biblioteka im. Zielińskich
- Pałac Biskupi mieszczący gmachy sądów rejonowego i okręgowego
- Dom pod Trąbami
- płyta Grobu Nieznanego Żołnierza
- najstarsza apteka w Płocku
- oddział PTTK